# Осиново (Козловський район)
Оси́ново (рос. Осиново, чув. Услăх) — присілок у складі Козловського району Чувашії, Росія. Входить до складу Ємьоткінського сільського поселення.
Населення — 148 осіб (2010; 159 у 2002).
Національний склад:
- чуваші — 95 %